# Zrenjanin (općina)
Općina Zrenjanin je jedna od općina u Republici Srbiji. Nalazi se u AP Vojvodini i spada u Srednjobanatski okrug. Po podacima iz 2004. općina zauzima površinu od 1.324 km² (od čega na poljoprivrednu površinu otpada 112.340 ha, a na šumsku 1.392 ha. Centar općine je grad Zrenjanin. Općina Zrenjanin se sastoji od 22 naselja. Po podacima iz 2002. godine u općini je živjelo 132.051 stanovnika, a prirodni priraštaj je iznosio -4,9 %. Po podacima iz 2004. broj zaposlenih u općini iznosi 33.081 ljudi. U općini se nalazi 32 osnovnih i 8 srednjih škola.

## Naseljena mjesta
- Aradac
- Banatski Despotovac
- Belo Blato
- Botoš
- Elemir
- Ečka
- Zrenjanin
- Jankov Most
- Klek
- Knićanin
- Lazarevo
- Lukino Selo
- Lukićevo
- Melenci
- Mihajlovo
- Orlovat
- Perlez
- Stajićevo
- Taraš
- Tomaševac
- Farkaždin
- Čenta

## Etnička struktura
- Srbi (74,81%)
- Mađari (10,76%)
- Jugoslaveni (1,93%)
- Rumunji (1,90%)
- Romi (1,87%)
- Slovaci (1,81%)
- Hrvati i ostali.

Naseljena mjesta sa srpskim većinskim stanovništvom su Zrenjanin, Banatski Despotovac, Botoš, Elemir, Ečka, Klek, Knićanin, Lazarevo, Lukićevo, Melenci, Orlovat, Perlez, Stajićevo, Taraš, Tomaševac, Farkaždin i Čenta.
Naseljena mjesta s većinskim mađarskim stanovništvom su Lukino Selo i Mihajlovo. Jankov Most ima većinsko rumunjsko stanovništvo. Aradac ima relativnu srpsku većinu dok Belo Blato ima relativnu slovačku.
Prema popisu iz 2002. godine najveći dio stanovništva zrenjaniske općine čine pravoslavni kršćani (77,28%). Zatim slijede rimokatolici (12,01%), protestanti (2,13%) i ostali. 

## Vanjske poveznice
- Službena prezentacija općine i grada Zrenjanina  Arhivirana inačica izvorne stranice od 8. veljače 2009. (Wayback Machine)
- Banatska eparhija  Arhivirana inačica izvorne stranice od 2. siječnja 2007. (Wayback Machine)
- Zrenjaninska biskupija  Arhivirana inačica izvorne stranice od 13. lipnja 2007. (Wayback Machine)